# 幡野智宏
幡野 智宏（はたの ともひろ、1988年11月23日 - ）は、日本の歌手、声優、俳優。神奈川県出身。2017年3月より、MOJOST所属。

## 来歴
中学生時代にポルノグラフィティの楽曲に刺激を受けたり、声優ブームで声優アーティストの存在を知るなどして、歌手業や声優業に興味を抱く。
大学在学中に、学業と並行して専門学校に入学。声優の勉強とボーカリストとしてのトレーニングを行い、2011年に現名義で声優・歌手活動を始める。
2017年1月22日に開催された「仮面ライダー生誕45周年×スーパー戦隊シリーズ40作品記念 45×40 感謝祭 Anniversary LIVE & SHOW」のステージにて、スーパー戦隊シリーズ 第41作目『宇宙戦隊キュウレンジャー』の主題歌「LUCKYSTAR」を歌唱することを発表した。同曲がソロでのCDデビューとなった。
2020年春のM3にて頒布された、「転生ミリオンヒット(仮)」(作曲家”no_my”率いる「FAVORITE STEPS」が制作した”架空のアニメ”を題材とするコンピレーションアルバム)の収録曲を機に、作詞にも挑戦。2021年には、同人音楽サークル『circle.FAVORITE STEPS』を立ち上げ、代表を務めるほか、歌唱や作詞も担当。2023年現在、自身のオリジナル作品では全ての曲の作詞も担当している。
2022年には、集英社とエイベックスによるメディアミックス・アーティストプロジェクト『Arcanamusica』でメインキャスト「レッジェ／獣条一希」を担当することとなり、以降、声優として活動の幅も広がっている。

## 音楽活動

### オリジナル作品
- EP「Own Vision」（2022年3月18日リリース）
- デジタルシングル「アステリズム」（2022年11月27日リリース）

### スーパー戦隊シリーズ
- 宇宙戦隊キュウレンジャー（2017年）
  - 「LUCKYSTAR」（オープニング主題歌）
  - 「究極! 無敵!! キュウレンジャー」（挿入歌）
  - 「また君に会いたい」（2018年『宇宙戦隊キュウレンジャーVSスペース・スクワッド』主題歌）※キュウレンジャー with Project.R
- 快盗戦隊ルパンレンジャーVS警察戦隊パトレンジャー（2018年）
  - 「ダイヤライズ！ルパンマグナム」（挿入歌）
- 騎士竜戦隊リュウソウジャー（2019年）
  - 「騎士竜戦隊リュウソウジャー」（オープニング主題歌）
  - 「滾れ!リュウソウジャー」（挿入歌）
  - 「キラフルパーティー de キラケボーン」（2021年『魔進戦隊キラメイジャーVSリュウソウジャー』主題歌）※大西洋平、出口たかし、Sister MAYOとともに歌唱
- テン・ゴーカイジャー（2021年）
  - 「スーパー戦隊ヒーローゲッター〜テン・ゴーカイジャーver.〜」（主題歌）※Project.Rの1人として参加
- 爆上戦隊ブンブンジャー（2024年）
  - 「Winning Run」（挿入歌）

### ゲームソング
- ポケモンメザスタ　※田村直美とともに歌唱
  - 「見参！ポケモンメザスタ！！」（2020年『ポケモンメザスタ』テーマソング）
  - 「見参！ポケモンメザスタ！スーパータッグ」（2021年『ポケモンメザスタ スーパータッグ』テーマソング）
  - 「見参！ポケモンメザスタ！ダブルチェイン」（2022年『ポケモンメザスタ ダブルチェイン』テーマソング）
  - 「全開！ポケモンメザスタ！ゴージャススター」（2023年『ポケモンメザスタ ゴージャススター』テーマソング）
- 「IPPONガム戦士ニンジャラーズ」（2022年『ニンジャラ』シーズン11 ゲーム内楽曲）

### 歌唱参加
- 「我が道よ」（2013年 テレビドラマ『猫侍』主題歌、ボーカルユニット「NOAH」[メンバー 1]名義）
- 「石燕妖怪戯画 妖怪絵師と夢追う侍」PVボーカル（2014年8月、AMG出版、坂本英三プロデュースによる楽曲）[5]
- 「できるよ！ にいがたっこ」（2020年 新潟市）

- Arcanamusica　※獣条一希（アルカナネーム レッジェ）として歌唱
  - 「テノヒラダンサー」（2022年）
  - 「ストレイアンサー」（2022年）
  - 「invisible world」（2022年）
  - 「Sin-Lie」（2023年『SPREAD』）※渋吉陸玖（アルカナネーム シブキチ）とともに歌唱
- 「YOARASHI」（2024年 音声ドラマ『鬼の陰陽師』挿入歌）

### コーラス参加
- 「リュウコマンダー龍の道」（2017年『宇宙戦隊キュウレンジャー』キャラクターソング／歌：リュウコマンダー/ショウ・ロンポー(神谷浩史)）
- 「DIE SET DOWN」（2017年『仮面ライダーアマゾンズ シーズン2』主題歌／歌：小林太郎）
- 「ルパンレンジャーVSパトレンジャー」（2018年『快盗戦隊ルパンレンジャーVS警察戦隊パトレンジャー』主題歌／歌：Project.R(吉田達彦、吉田仁美)）
- 「ルパンレンジャー、ダイヤルを回せ」（2018年『快盗戦隊ルパンレンジャーVS警察戦隊パトレンジャー』挿入歌／歌：吉田達彦）
- 「GO!GO!トレジャーロード!!」（2021年／歌：ボイメンエリア研究生）
- 「ONE VOICE」（2022年／歌：ハセガワダイスケ）
- 「雷鳴」（2022年『信長の野望・新生』エンディングテーマ／歌：氷川きよし）
- 「SAI-KAI」（2022年『金色のガッシュ‼』／歌：ガッシュ･ベル(CV:大谷育江)）

### 同人音楽活動

#### circle.FAVORITE STEPS
- コンピレーションアルバム「転生ミリオンヒット(仮)」（2020年　※『circle.FAVORITE STEPS』の前身である『FAVORITE STEPS』による制作）
- キャラクターソングアルバム「魔法唱女エミュレート –MagicalDiva Emulate– vol.01」（2021年）
- キャラクターソングアルバム「デジタル霊術師カードバトル 千神夜行=GOD's DRIVE=」（2022年）
- キャラクターソングアルバム「魔法唱女エミュレート –MagicalDiva VillainsAttack– vol.02」（2022年）
- 「東京フィアレス・ロッカーズ」（2024年）

#### ゲストボーカル参加
- 「君を忘れない」（2019年 HaTo 『白く』収録）
- 「キセキの証明 (feat. 幡野智宏)」（2024年 咲良ゆの『宝石の降る夜』収録）

## ライブ・イベント

### ソロライブ

#### 2021年
- 「はたたん!!〜生まれてよかったONLINE リベンジ!!〜」（2021年5月23日、オンライン配信）

#### 2022年
- 「Own Vision」（2022年3月21日、新横浜LiT）
- 幡野智宏 Birthday Live「はたたん!!2nd」（2022年11月20日、新横浜LiT）

#### 2023年
- 幡野智宏 Birthday Live「はたたん!!2023」（2023年11月23日、Live Café & Bar 赤坂Roman）

#### 2024年
- Tomohiro Hatano Birthday One-Man Live 2024 「Restarted」（2024年11月16日、下北沢WAVER）

### 超英雄祭
- 仮面ライダー生誕45周年×スーパー戦隊シリーズ40作品記念 45×40 感謝祭 Anniversary LIVE & SHOW スーパー戦隊DAY（2017年1月22日、日本武道館）

- 超英雄祭 KAMEN RIDER × SUPER SENTAI　LIVE & SHOW 2018（2018年1月24日、日本武道館）

- 超英雄祭 KAMEN RIDER × SUPER SENTAI　LIVE & SHOW 2019（2019年1月23日、日本武道館）

- 超英雄祭 KAMEN RIDER × SUPER SENTAI LIVE & SHOW 2020（2020年1月22日、横浜アリーナ）

- ［中止］超英雄祭 KAMEN RIDER × SUPER SENTAI LIVE & SHOW 2021＜DAY2 -楽-＞（2021年2月10日、日本武道館）

- 50×45 感謝祭 Anniversary LIVE & SHOW　DAY1 -SUPER SENTAI-（2022年2月25日、日本武道館）

- 超英雄祭 KAMEN RIDER × SUPER SENTAI LIVE ＆ SHOW 2023（2023年2月9日、横浜アリーナ）
- 超英雄祭 KAMEN RIDER × SUPER SENTAI LIVE ＆ SHOW 2024（2024年2月7日、横浜アリーナ）

### ライブ（バースデーソング主催関連）
- 「スーパーヒーロー魂2017“夏の陣”」（2017年8月12日、Zepp Tokyo）
- 「スーパー戦隊“魂”XI 2017 東京 “21世紀編”」（2017年11月4日、Zepp Tokyo）
- 「スーパー戦隊“魂”XI 2017 大阪（2017年11月12日、なんばHatch）
- 「スーパー戦隊“魂” XII 2018 東京」（2018年11月4日、Zepp Tokyo）
- 「スーパー戦隊“魂” XIII 2019 東京」（2019年11月3日、Zepp Tokyo）
- 「スーパー戦隊“魂” XIII 2019 大阪」（2019年11月10日、なんばHatch）
- 「スーパー戦隊“魂” 2020　～21世紀編～」（2020年10月31日、Zepp Tokyo）
- 「スーパー戦隊“魂”2021」（2021年11月6日、Zepp Tokyo）
- 「スーパー戦隊“魂”2022」（2022年11月5日、Zepp DiverCity ）
- 「スーパー戦隊魂2023 東京 “21世紀編”」（2023年11月4日、Zepp DiverCity）
- 「スーパー戦隊魂2024 “21世紀編”」（2024年11月2日、Zepp DiverCity）

### ライブ（アニヒロ関連）
- 「サヨナラ幡野！ 宇宙の果てへ スーパーLIVE～更なる高みへ～」（2018年5月6日、目黒THE LIVE STATION）
- 「アニメ特撮SONG☆スーパーLIVE ～YUGIRI!!きらめきラーメンの誓い～」 （2018年7月27日、錦糸町rebirth）
- 「Anison×Hero Super Live」（2018年10月14日、Space emo 池袋）
- 「Anison×Hero Super Live!! 〜Let’s TAKOYAKI PARTY！vol.1〜」（2019年3月2日、大阪　246 LIVE HOUSE GABU）
- 「Beyond the generations vo.1」（2019年5月5日、YOKOHAMA O-SITE）
- 「Anison×Hero Super Live!! Vol.5～打ち上げろ!おまえだけの花火!!」（2019年8月11日、YOKOHAMA O-SITE）
- 「Anison×Hero Super Live!! ～Let’s TAKOYAKI PARTY Vol.2」（2019年8月17日-18日、大阪　246 LIVE HOUSE GABU）
- 「Beyond the generations Vol.2」（2019年9月22日、YOKOHAMA O-SITE）
- 「Anison×Hero Super Live!! Vol.6~ギラッ★ 英雄の誓い EXPLOSION！~」（2020年2月24日、YOKOHAMA O-SITE）
- 「Anison×Hero Super Live!!リモート生配信」（2020年5月16日、オンライン配信　※トーク）
- 「Anison×Hero Super Live!!待ちきれない! 雑談リモート生配信!」 （2020年5月29日、オンライン配信　※トーク）
- 「Anison×Hero Super Live!!特別編〜それぞれの場所から、あなたへ〜」（2020年6月6日、オンライン配信）
- 「アニヒロLiveアフターパーティー ～キラめき☆オンライン～」（2020年6月20日、オンライン配信　※トーク）
- 「Anison×Hero Super Live!! ONLINE ～ゆずれない夏の終わり2020～」（2020年9月22日、オンライン配信）
- 「Anison×Hero Super Live!!〜復活〜」（2022年10月2日、Yokohama mint hall）
- 「Anison×Hero Super Live!! 2023」（2023年9月3日、Yokohama mint hall）
- 「Anison×Hero Super Live!! 2024」（2024年9月1日、 YOKOHAMA ReNYβ）

### イベント（ポケモンメザスタ関連）
- 「次世代ワールドホビーフェア オンライン」（2021年1月16日、オンライン配信）
- 「メザスタジオ川崎 THE 1ST バトル」（2022年5月1日、ラゾーナ川崎）
- 「コロコロ魂フェスティバルin東京おもちゃショー2023」（2023年6月10日-11日、東京ビッグサイト）
- 「ポケモンメザスタ ありがとうツアー」（2024年5月6日、ラゾーナ川崎）

### イベント（声優関連）
- アニメイトガールズフェスティバル2022「Arcanamusica AGF SPECIAL STAGE」（2022年11月6日、東京　※会場非公開）
- Arcanamusica 1stアルバム『SPREAD』リリースイベント（①2023年2月23日、ダイバーシティ東京　※トーク＆ミニライブ・お渡し会　②2023年2月24日、タワーレコード渋谷店　※アルバム新曲ライブ　③2023年2月26日、タワーレコード錦糸町パルコ店　※トーク・お渡し会）
- AnimeJapan 2023[Arcanamusicaブース]（2023年3月25日、東京ビッグサイト　※お手振り会）
- アニメイトガールズフェスティバル2023「Arcanamusica AGF SPECIAL STAGE」（2023年11月3日、サンシャインシティ 噴水広場　※朗読劇付きミニライブ）

## 出演（声優）

### メディアミックスコンテンツ
- Arcanamusica（獣条一希／レッジェ）

### ゲーム
- 戦の海賊（ディーン）
- 逆転オセロニア（金色・ラー）

### テレビアニメ
- R-15（側近B）
- これはゾンビですか?（ファン）
- うぽって!!（男子B）
- えびてん 公立海老栖川高校天悶部（男子生徒）
- 実は私は（外国人っぽい人）

### ドラマCD
- 鬼の陰陽師（2024年、スサオノ寮の陰陽師・洸志[6]） - クラウドファンディング返礼品

### ボイスコミック
- 妹に聞いてみないと（福森大地）

### 吹き替え
- ヒトラー最終兵器[7]（2014年）
- ピッチ･パーフェクト
- 結婚前夜
- 弾丸刑事
- Noctuna
- タイムリミット-72
- ベルファスト71（2015年） - ショーン・バノン：バリー・コーガン

## 出演（俳優）

### 舞台
- ハマトラ THE STAGE-CROSSING TIME-（2014年） - アンサンブル[8]
- 『大衆芸能フェスティバルvol.2てなもんや三度笠＆びっくりコラボエンターテインメントショー』（2023年6月7日、浅草公会堂）- 鼠小僧 役
- 劇団ユニットSHINING COLLECTION『星に願いを。～欲望にまみれた哀れな人間達よ～』（2023年7月27日、ラゾーナ川崎プラザソル）- 本人 役（ゲスト出演）
- サヨナラワールド イマーシブシリーズ『私はあなたの守護霊です』（2024年3月23日-24日、東京おかっぱちゃんハウス）- Bチーム 桜木明日葉 役
- すーぱーかみしばい５『Take back story』（2024年10月24日-27日、新宿THEATER BRATS）- backチーム 主演・リューグ 役

## 出演（その他）
- かわさきFM『MUSIC Way!Way!』月曜日18:30～19:00（隔週パーソナリティ）（2021年7月12日〜2022年3月28日）
- YouTube番組『アルムジ情報局 「ゆるかなむじか」』(Arcanamusica公式チャンネルにて不定期更新)（2022年〜）

### ユニットメンバー
1. ↑  永江理奈、落合福嗣、雨澤祐貴、幡野智宏